# SIG (musikgrupp)
SIG var ett finländskt popband från Reso i Finland, grundat år 1978. Bandets två mest kända låtar är Tiina menee naimisiin, Vuosisadan rakkaustarina och Hyvää syntymäpäivää.

## Diskografi
- Matkalla maineeseen (1980)
- Sudet (1981)
- Vuosisadan rakkaustarina (1982)
- Syke (1984)
- Unelmia (1985)
- Purppura (1986)
- Rakkauden sävel (1995)
- Kansanlauluja kaupungeista (1998)
- Suomalainen pop-levy (2003)

## Medlemmar

### 1978–1979
- Matti Inkinen (sång)
- Timo Kilpinen (gitarr)
- Moko Karttunen (bas)
- Matti Ranta (trummor)
- Juha Oksanen (synth)

### 1979–1981
- Matti Inkinen (sång)
- Timo Kilpinen (gitarr, bas)
- Rauno Linja-aho (gitarr)
- Ari Hemmilä (bas)
- Matti Ranta (trummor)
- Juha Oksanen (synth)

### 1981–1987
- Matti Inkinen (sång)
- Rauno Linja-aho (gitarr)
- Ari Hemmilä (bas)
- Jukka Merisaari (trummor)
- Juha Oksanen (synth)

### 1995–1996
- Matti Inkinen (sång)
- Erkka Makkonen (gitarr)
- Karhu Hiltunen (bas)
- Eero Valkonen (trummor)
- Seppo Wahl (synth)

### 1997–1999
- Matti Inkinen (sång)
- Jukka Vehkala (gitarr)
- Karhu Hiltunen (bas)
- Teppo Seppänen (gitarr, trummor)

### 2000
- Matti Inkinen (sång)
- Erkka Makkonen (gitarr)
- Ari Hemmilä (bas)
- Jukka Merisaari (trummor)
- Juha Oksanen (synth)

### 2003–2009
- Matti Inkinen (sång)
- Erkka Makkonen (gitarr)
- Jouni Salovaara (bas)
- Jukka Merisaari (trummor)
- Juha Oksanen (synth)

### 2009–
- Erkka Makkonen (gitarr)
- Jouni Salovaara (bas)
- Jukka Merisaari (trummor)
- Juha Oksanen (synth)